# Andrzej Rzeszutek
Andrzej Rzeszutek (25 ottobre 1991) è un tuffatore polacco.

## Biografia
Ha ottenuto il suo primo successo internazionale ai Campionati europei giovanili di nuoto del 2008, dove ha vinto il bronzo nel trampolino 1 m. L'anno successivo, sempre ai Campionati europei giovanili ha vinto l'argento nella stessa specialità. 
Ha debuttato in Campionati mondiali di nuoto a Roma 2009, dove ha raggiunto la finale dal trampolino 1 m, classificandosi 8º. L'anno successivo ai Campionati europei di nuoto a Budapest 2010 si è classificato 11º nella finale dal trampolino 3 m e 9º nel sincro 3 metri, assieme a Grzegorz Szczepek.
Agli europei di Belgrado 2024 ha vinto l'oro nel trampolino 1 m e il bronzo nel sincro 3 m, gareggiando in quest'ultima occasione con Kacper Lesiak. L'anno seguente vince un'altra medaglia d'oro continentale agli europei di Antalya, stavolta nel trampolino 3 metri.

## Palmarès
- Europei

Belgrado 2024: oro nel trampolino 1m, bronzo nel sincro 3m.
Antalya 2025: oro nel trampolino 3m.
- Europei giovanili

Minsk 2008: bronzo nel trampolino 1m.
Praga 2009: argento nel trampolino 1m.